# Îlot Pengjia
L'îlot Pengjia (en chinois : 彭佳屿; pinyin: Péngjiā Yǔ), également connu sous le nom d'Agincourt, est un îlot situé au nord de Taïwan. Il est sous contrôle militaire. En 2002, il y a environ 40 personnes qui vivent sur l'îlot.

## Géographie
L'ilot Pengjia situé à 33 milles marins du port de Keelung, au nord de Taiwan, et à 76 milles seulement des îles Diaoyutai.

## Histoire
Le 7 septembre 2012, le président de la République de Chine Ma Ying-jeou  [馬英九] a effectué un déplacement à Pengjia. Lors de cette visite, le président Ma a réaffirmé la souveraineté de la République de Chine sur les îles Diaoyutai.